# Acontia apricella
Acontia apricella là một loài bướm đêm trong họ Noctuidae.